# Apogon cyanosoma
 Apogon cyanosoma és una espècie de peix de la família dels apogònids i de l'ordre dels perciformes.

## Morfologia
Els mascles poden assolir els 8 cm de longitud total.

## Distribució geogràfica
Es troba des del Mar Roig fins a Moçambic, Fidji, les Illes Ryukyu, Nova Caledònia i Tonga.